# Velký Děd
Velký Děd är ett berg i Tjeckien.   Det ligger i regionen Mähren-Schlesien, i den östra delen av landet, 200 km öster om huvudstaden Prag. Toppen på Velký Děd är 1 392 meter över havet. Velký Děd ingår i Hrubý Jeseník.
Terrängen runt Velký Děd är huvudsakligen kuperad.Runt Velký Děd är det glesbefolkat, med 12 invånare per kvadratkilometer. Närmaste större samhälle är Vrbno pod Pradědem, 12,5 km öster om Velký Děd. I omgivningarna runt Velký Děd växer i huvudsak blandskog.